# گیودا ۵۱۳۸
سیارک ۵۱۳۸ (به انگلیسی: 5138 Gyoda، نامگذاری:1990VD2) پنج هزار و صد و سی و هشتمین سیارک کشف شده‌است که در ۱۳ نوامبر ۱۹۹۰ کشف شد.
قدر مطلق سیارک برابر ۱۱٫۷۰ است.